# Truro 27C
Truro 27C är ett reservat i Kanada.   Det ligger i provinsen Nova Scotia, i den östra delen av landet, 1 000 km öster om huvudstaden Ottawa.
I omgivningarna runt Truro 27C växer i huvudsak blandskog. Runt Truro 27C är det glesbefolkat, med 9 invånare per kvadratkilometer.